# Spekulant zbożowy
Spekulant zbożowy (ang. A Corner in Wheat) – amerykański krótkometrażowy film niemy z 1909 w reżyserii Davida Warka Griffitha.

## Obsada
- Linda Arvidson
- Henry B. Walthall
- Owen Moore
- Blanche Sweet

## Wyróżnienia
| Rok wpisania | National Film Registry |
| ------------ | --- |
| 1994         | Lista filmów budujących dziedzictwo kulturalne USA utworzona przez National Film Preservation Board i przechowywana w Bibliotece Kongresu Stanów Zjednoczonych |